# Процес моделювання

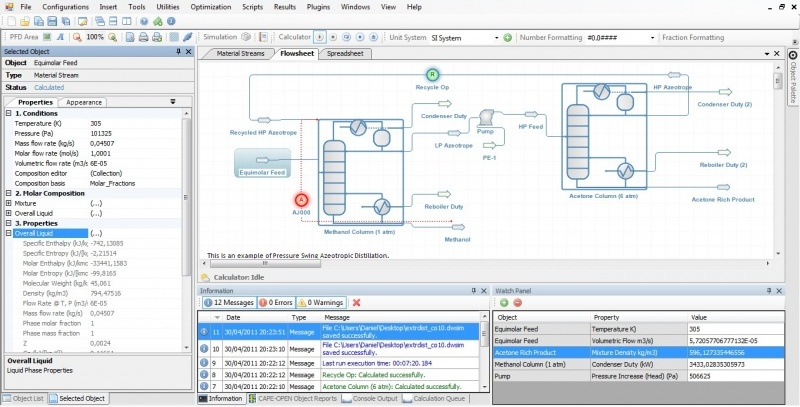
Процес моделювання програмного забезпечення (DWSIM).

Процес моделювання використовується для проектування, розробки, аналізу та оптимізації технологічних процесів, таких як: хімічні заводи, хімічні процеси, екологічні системи, електростанції, складні виробничі операції, біологічні процеси і подібні до них технічні функції.

## Основні принципи

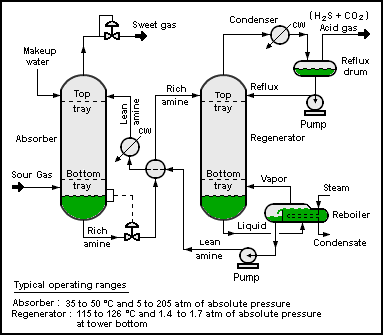
Типова схема технологічного процесу обробки в промислових установках

Процес моделювання являє собою модель на основі подання хімічних, фізичних, біологічних та інших технічних процесів і поодиноких операцій в програмному забезпеченні. Основні передумови - глибоке знання хімічних і фізичних властивостей чистих компонентів і сумішей, реакцій, і математичних моделей, які, в поєднанні, дозволяють розрахувати процеси на комп'ютерах.
Програмне забезпечення для моделювання процесу описує процеси в схемах послідовності операцій, де поодинокі операції, розташовані і з'єднані продуктом або потоками вихідних речовин. Програмне забезпечення повинно вирішити баланс маси і енергії, щоб знайти стабільну робочу точку. Метою моделювання процесу є знаходження оптимальних умов для досліджуваного процесу. Це, по суті, задача оптимізації, яка повинна бути вирішена ітераційним процесом.
У процесі моделювання завжди використовують моделі, які являють собою наближення і припущення, але дозволяють опис властивостей в широкому діапазоні температур і тисків, які не можуть бути покриті реальними даними. Моделі також дозволяють інтерполяцію і екстраполяцію - з певними обмеженнями, і включають пошук умов за межами діапазону відомих властивостей.

## Моделювання
Розробка моделей  для кращого уявлення реальних процесів є основою подальшого розвитку програмного забезпечення для моделювання. Розробка моделі здійснюється на боці хімічної інженерії, але також і в техніках управління і вдосконалення математичних методів моделювання. Тому моделювання процесу є однією з небагатьох областей, де вчені з хімії, фізики, інформатики, математики та інженери працюють разом.

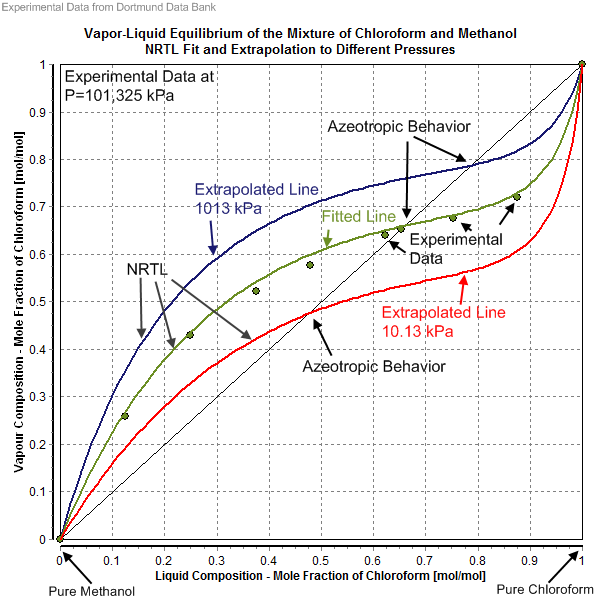
VLE суміші хлороформу і метанолу плюс NRTL відповідність і екстраполяції до різного тиску

Багато зусиль зроблені для розробки нових і вдосконалених моделей для розрахунку властивостей. Це включає в себе, наприклад, опис :
- теплофізичні властивості, такі як тиск парів, в'язкість, дані калорійності і т.д. чистих компонентів і сумішей
- властивості різних пристроїв, таких як реактори, ректифікаційні колони, насоси і т.д.
- хімічні реакції і кінетика
- екологічні та пов'язані з безпекою дані

Можна виділити 2 основних типа різних моделей:
1. Досить прості рівняння і співвідношення, де параметри встановлені експериментальними даними.
2. Прогнозовані методи, де властивості оцінені.

Рівняння і кореляції, як правило, є кращими, оскільки вони описують властивості (майже) точно. Для отримання надійних параметрів необхідно мати експериментальні дані, які, як правило, отримані з фактичних банків даних  або, якщо ніяких даних немає у відкритому доступі, з вимірів.
Використання прогнозованих методів значно дешевше експериментальних робіт, а також у порівнянні з даними з банків даних. Незважаючи на цю велику перевагу, передбачені властивості, як правило, використовується тільки на ранніх стадіях розвитку процесу, щоб знайти перші наближені розв’язки і виключити неправильні шляхи, тому що ці методи оцінки, як правило виводять більш високі похибки, ніж кореляції, отримані на основі реальних даних.

## Історія
Історія процесу моделювання тісно пов'язана з розвитком обчислювальної техніки, програмного забезпечення і мов програмування. Перші прості реалізації часткових аспектів хімічних процесів були введені в 1970-ті роки, коли апаратне і програмне забезпечення (тут в основному мови програмування FORTRAN і C) стали доступними. Моделювання хімічних властивостей почалося набагато раніше, зокрема кубічне рівняння станів і рівняння Антуана були провісниками розвитку моделювання 19-го століття.

## Статичне і динамічне моделювання процесів
Спочатку процес моделювання був використаний для моделювання статичних процесів. Статичні моделі виконують баланс маси і енергії стаціонарного процесу (процес в стані рівноваги),який не залежить від часу.
Динамічне моделювання є продовженням стаціонарного процесу моделювання, за допомогою якого  залежність від часу вбудована в модель за допомогою похідних термінів тобто накопичення маси і енергії. Поява динамічного моделювання означає залежність від часу, описує, прогнозує та керує реальними процесами в реальному масштабі часу. Це включає в себе опис запуску та зупинки виробництва, зміни умов в ході реакції, термічні зміни та ін.
Динамічні розрахунки вимагають збільшення часу обчислень і математично є більш складними, ніж в стаціонарному  моделюванні. Це випливає, з того що стаціонарний режим моделювання багато разів повторюється (на основі фіксованого тимчасового кроку) з постійно змінними параметрами.
Динамічне моделювання може використовуватися як в online так і offline режимах. Online випадок - модель прогнозованого управління, де результати моделювання в режимі реального часу використовуються для прогнозування змін, які відбуваються при зміні вхідного контролю, а також параметри управління оптимізуються на основі результатів. Offline процес моделювання може бути використано в проектуванні, пошуку неполадок і оптимізації процесу виробництва, а також проведення тематичних досліджень з оцінки впливу на зміну процесу. 